# Evangeliari d'Ada

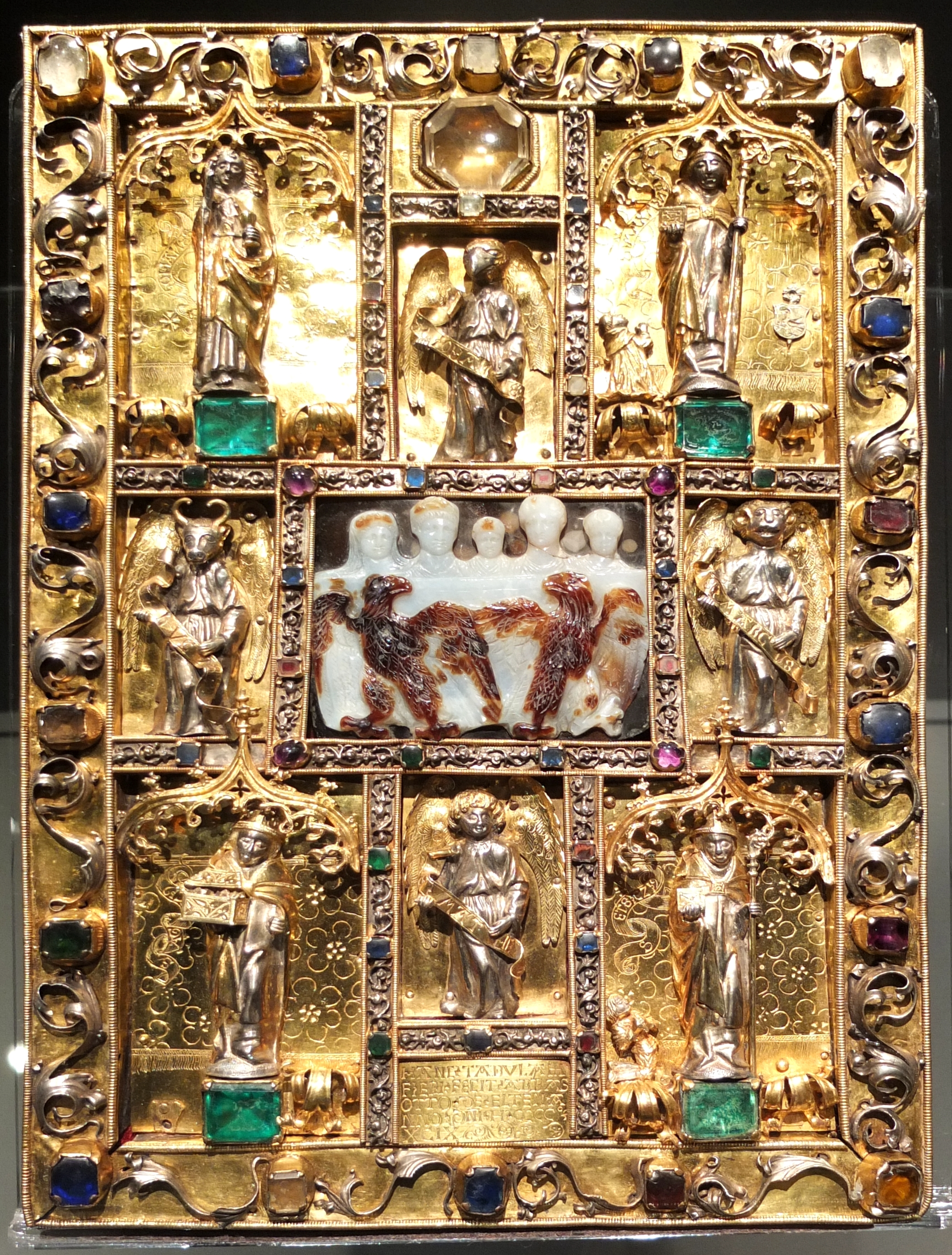
Coberta d'or de l'evangeliari afegida l'any 1499.

L'Evangeliari d'Ada (Trèveris, Stadtsbibliothek, Cod. 22) és un manuscrit carolingi datat a final del segle viii -entre el 790 i 810-

## Descripció
L'evangeliari conté una dedicació a Ada, germana de Carlemany, d'aquí el seu nom. El manuscrit està escrit en lletres d'or en vitel·la amb minúscula carolíngia. Mesura 37 x 24 cm ité 172 fulls a dos columnes de 32 files. L'Evangeliari d'Ada forma part d'un grup de manuscrits coneguts pels investigadors com de l'Escola d'Ada. Existeixen d'altres manuscrits, (deu reconeguts) d'aquesta mateixa escola, que inclouen per exemple, l'Evangeliari de Sant Medard de Soissons i el Codex Aureus de Lorsch.
El manuscrit està il·luminat. Les seves il·luminacions inclouen una caplletra elaborada a la pàgina de l'Evangeli segons sant Mateu i el retrat de Mateu, Marc, Lluc i Joan. Les il·luminacions i tenen un estil d'influència insular -Irlanda/Gran Bretanya- i romana d'Orient. Els retrats dels evangelistes tenen una forta representació de l'estil clàssic del renaixement carolingi.

### Coberta
L'any 1499 es va realitzar una coberta d'or magnífica del manuscrit, que conté nombroses joies de pedres precioses i representacions de personatges i com centre un camafeu amb la representació de la família de Constantí protegits amb el símbol de dues  àguiles romanes.